# Lai Vung
Lai Vung is een district in de provincie Đồng Tháp, Mekong Delta, Vietnam. 27.9 km van het provinciestadje Cao Lanh, Sa Dec-stad 17 km en Ho Chi Minh-stad 179 km.

## Administratieve eenheden
1. Tân Thành
2. Gemeente Lai Vung